# Licence globale
 (décembre 2013).

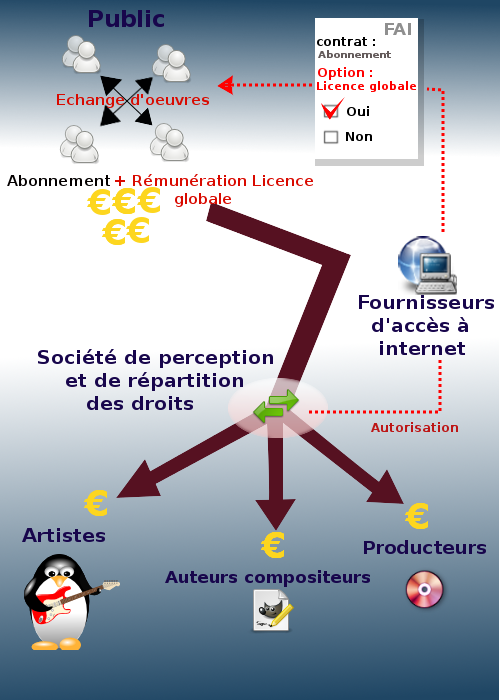
la licence globale optionnelle selon la définition de l'Alliance Public-Artistes

La licence globale est une autorisation donnée aux internautes pour accéder à des contenus culturels (musique, images, films, textes) sur Internet et les échanger entre eux à des fins non commerciales en contrepartie d'une rémunération versée aux artistes proportionnellement à la densité de téléchargement que leurs œuvres ont suscité.
Le concept de licence globale a été inventé par la SPEDIDAM et l'ADAMI (administration des droits des artistes et musiciens interprètes) en 2001 et présenté 3 ans plus tard lors des Rencontres européennes des artistes à Cabourg qu'elle organise. Cette proposition faisait partie du projet de loi DADVSI lors de son passage en première lecture en décembre 2005 à l'Assemblée nationale française et donna lieu à de houleux débats. À la suite d'une forte réaction de l'industrie des droits d'auteur, elle ne fut finalement pas retenue dans le texte de loi final promulgué le 1er août 2006.
La question a de nouveau été posée lors de la discussion du projet de loi « favorisant la diffusion et la protection de la création sur Internet » en avril 2009. Les députés socialistes proposaient une contribution créative, qui n'était qu'un autre nom de la licence globale, tandis que le député DLF (ex UMP) Nicolas Dupont-Aignan militait pour l'adoption de la licence globale. Ce mécanisme a une nouvelle fois été rejeté.

## La licence globale
Derrière le concept de la licence globale, qui consiste à légaliser les échanges entre internautes de contenus audiovisuels sur internet en échange d'une rétribution forfaitaire, s'abritent différents modes d'application qui ont chacun leurs avantages et leurs chances de succès. Voici les trois principaux :
1. La licence globale « universelle » consiste à prélever la rétribution sur la facture de l'abonnement internet de tous les accès haut débit, telle une taxe, autorisant en contrepartie tous les internautes ayant accès au haut débit à télécharger. Bien qu'elle soit très simple à appliquer et permette de collecter des fonds très importants même avec une faible rétribution, elle taxe cependant les abonnés ne téléchargeant pas.
2. La licence globale optionnelle, consiste à faire payer la rétribution uniquement aux internautes souhaitant télécharger. Cette option, nécessite cependant le maintien des mesures juridiques contre les téléchargeurs ne payant pas la rétribution.
3. La licence globale « à paliers » consiste à fixer une grille tarifaire de la rétribution, liée au volume de téléchargements de chaque abonné. Un abonné ne téléchargeant pas ne payerait alors rien, alors qu'un gros téléchargeur payerait plus qu'un téléchargeur occasionnel. On peut espérer que les fournisseurs d'accès à internet intègrent la valeur de cette rétribution dans l'offre haut débit qu'ils proposent aux consommateurs.

### Le montant de la rétribution
L'estimation du montant de la rétribution varie selon les modes d'applications présentés précédemment, et de la nature des contenus audiovisuels que la licence globale autoriserait à télécharger (à savoir si la rétribution payée par l'abonné l'autorise à télécharger uniquement de la musique, ou également des films). En France, d'après une étude de l'UFC—Que choisir réalisée en 2005, le nombre de rétributions collectées grâce à la licence globale « universelle » et « à paliers » est très important, ce qui permet de fixer une rétribution assez faible (plus ou moins inférieure à 4 euros par mois, pour la musique et la vidéo).
Dans l'ensemble, toujours selon l'étude française précédemment citée, la valeur de référence de 5 euros par mois et par abonné semble avoir une correspondance économique avec l’impact de la légalisation du téléchargement sur les filières musicales et de la vidéo.
Selon une étude commandée au cabinet Idée Europe par la SPEDIDAM, les sommes qui pourraient être collectées s'élèveraient en France en 2007 entre 437 millions d'euros pour l'hypothèse la plus basse et 1,391 milliard d'euros pour l'hypothèse la plus haute.

### La mise en place de la licence globale
Les détails techniques concernant la mise en place de la licence globale ont été la principale cible de ses détracteurs. La faisabilité d'un tel schéma est pourtant bien réelle, et ses défenseurs affirment que la critique de la licence globale sur l'aspect technique relevait de la désinformation. Les possibilités pour la mise en place de la licence globale énoncées ci-dessous sont basées sur l'étude SPEDIDAM-BigChampagne  qui démontre la faisabilité d'un tel système.

#### La collecte de la rétribution
La rétribution payée par les abonnés serait collectée par les fournisseurs d'accès à internet :
- Dans le cadre du mode forfaitaire optionnel, lors du payement de son accès à internet, l'abonné choisirait de payer ou non l'option licence globale qui lui permettrait alors de télécharger en toute légalité.
- Dans le cadre de la licence globale universelle, le montant de la rétribution forfaitaire serait inclus dans le prix de l'abonnement.

#### La répartition de la rémunération et la mesure du trafic
L'ensemble des rétributions ainsi collectées serait alors remis à une société de perception et de répartition des droits, comparable à la SACEM, qui répartirait cette collecte aux ayants droit des œuvres échangées, en fonction du trafic que leurs œuvres auront suscité. Richard Stallman propose une rémunération liée à la racine cubique du nombre de téléchargements, pour les livres en tout cas

##### L'analyse du trafic
L'analyse du trafic quant à elle est plus délicate, car elle doit être suffisamment précise pour assurer une répartition juste, tout en conservant la vie privée des abonnés. Pour réaliser une telle tâche, la société de mesure du trafic devra d'abord se limiter à l'analyse des téléchargements réalisés par les français (cela grâce à l'analyse des adresses IP). Elle devra ensuite disposer de méthodes d'identification des œuvres, et de mesure de la densité des téléchargements de chacune des principales œuvres.
D'après l'étude de référence, l'identification des œuvres pourra se faire grâce à l'analyse des empreintes numériques (la représentation mathématique d'un enregistrement particulier) et des métadonnées des œuvres. L'analyse serait faite par les fournisseurs d'accès à internet, mais leur travail pourrait être désengorgé par la mise en place de partenariats avec les développeurs des logiciels permettant le partage des œuvres, ou d'autres partenaires tels que des sites webs liés à l'échange des œuvres (comme The Pirate Bay).
Une mesure passive du trafic est également rendue possible par la nature même des réseaux d'échanges pair à pair : en effet, n'importe quel utilisateur de ces réseaux peut localiser géographiquement les autres utilisateurs grâce à leur adresse IP, savoir quelles sont les œuvres disponibles, et surtout, chez combien d'utilisateurs chacune d'entre elles est présente. En répartissant massivement les efforts, il serait alors possible de mesurer l'activité de ces réseaux grâce à un système d'observation passif; et cela sans la nécessité d'un partenariat particulier.
Enfin, la mise en place de sondages massifs permettrait en combinaison des méthodes précédemment citées d'établir un rapport d'activité précis, chacune des méthodes s'équilibrant et évitant ainsi la falsification du trafic par des producteurs peu scrupuleux qui mettraient en place des robots téléchargeant leurs œuvres.
Toutes ces méthodes - mise à part celle du sondage qui repose sur le consentement de l'interrogé - ne nécessitent à aucun moment l'identification des abonnés, et pourront être appliquées dans le respect le plus strict de leur vie privée.

## Le débat
Le problème réside dans le fait que toute donnée numérique peut en principe être copiée à l'infini, sans l'utilisation d'une quelconque matière. La licence globale cherche donc à trouver un compromis entre cette réalité, et la nécessité de rémunérer les ayants droit.

### Arguments des défenseurs de la licence globale
- La licence globale revient simplement à étendre à Internet des dispositions déjà existantes pour la radiodiffusion (il est illicite d'enregistrer des émissions de radio, car celles-ci ont uniquement payé les droits pour la diffusion des contenus sans que le droit de reproduction ne soit concerné ; en France et en Allemagne, une taxe est par ailleurs prélevée à la source sur les supports d'enregistrement).
- Il est impossible d'empêcher les téléchargements d'œuvres protégées. La licence globale est donc le meilleur compromis entre les réalités techniques et la nécessité de rémunérer les artistes.
- Des platesformes de diffusion de musique libre en ligne (comme Jamendo ou Dogmazic) ont montré que grâce à Internet il n'y a plus forcément besoin des maisons d'édition pour faire émerger des nouveaux talents, y compris dans des domaines pointus.
- En payant la licence globale, on ne paye que l'œuvre et non son support et sa distribution. Sur le prix d'un album acheté chez le disquaire, une très faible part revient aux artistes (4 % en moyenne[11]). Au contraire, la licence globale est destinée en exclusivité aux ayants droit, leur donnant un rôle prédominant par rapport à la filière de distribution (la FNAC, ou l'iTunes Store par exemple). Avec la licence globale, les artistes n'ont non seulement plus besoin des majors pour se faire connaître, mais ils n'ont également plus besoin d'elles pour leurs précieux contrats d'exclusivité avec les grands distributeurs de musique.
- De plus la licence globale permettrait d'augmenter considérablement le revenu du groupe « artistes » (pas des quelques artistes très connus, mais de l'ensemble des artistes), dès qu'elle est supérieure au budget moyen d'achat de CD et DVD principalement.
- Le propriétaire d'une œuvre numérique n'est pas privé de la jouissance de sa copie lorsque celle-ci est copiée. La licence globale se présente alors comme une alternative à la propriété privée assurant une juste rémunération des artistes.
- De multiples méthodes réalisables de répartition du produit de la licence ont été identifiées : statistiques sur le téléchargement, corrélation avec les ventes de copies / de concerts, vote des auditeurs, etc. Techniquement, il est par exemple tout à fait possible de limiter le comptage à des téléchargements réalisés sur des sites précis, certifiés par une agence indépendante et utilisant des technologies destinées à limiter l'utilisation de robots (comme des textes floutés à recopier). Si de tels sites, aboutis techniquement, proposaient un très large catalogue musical, les utilisateurs auraient tout intérêt à télécharger depuis ceux-ci.
- La licence globale permet d'éviter la protection des œuvres par DRM qui est une contrainte empêchant les consommateurs de lire les œuvres légalement achetées sur tous les supports (interopérabilité).
- L’argument des opposants à la licence globale sur la baisse éventuelle de qualité des œuvres artistiques qui s’y soumettraient ne tient pas. Il est uniquement fondé sur le postulat du retour sur investissement, qui définit un type de productions (les superproductions), mais n’a jamais été un facteur déterminant dans la création d’une œuvre majeure.
- Enfin, l'accès illimité à tout le catalogue musical à moindre coût permet de rendre la musique accessible à tous.

### Arguments des opposants à la licence globale
- D'une part une baisse de qualité des productions, ce système augmentant la difficulté de récupérer un investissement artistique important si le nombre de visionnages ne permet pas un retour sur investissement suffisant (film en superproduction, par exemple). Les producteurs ne seront-ils pas dissuadés de financer un travail en studio de plusieurs mois comme le Sgt. Pepper's Lonely Hearts Club Band des Beatles[note 1] ou un film onéreux comme Amadeus ? La notion culturelle dérivant vers un mercantilisme plus poussé où investir revient en effet pour celui qui s'y décide à renoncer à une consommation immédiate pour accroître ses recettes futures. Par exemple, pour Sgt. Pepper's Lonely Hearts Club Band des Beatles, Cet album est souvent cité comme leur plus grande œuvre et l'un des albums les plus influents de tous les temps par les critiques[réf. souhaitée].
- D'autre part ses difficultés d'application : si par exemple la répartition de la manne collectée se fait au prorata du téléchargement des œuvres, des producteurs ou des artistes indélicats ne vont-il pas lancer à plein temps des robots de téléchargement pour augmenter artificiellement leur part[note 2] ? (la traque de robots de téléchargement étant plus ardue, techniquement, que celle de millions d’internautes téléchargeant en permanence).

Une affaire éclatée en février 2018 et dont a été victime Spotify met l'accent sur la vulnérabilité des mesures.
Le directeur de la Fnac donne son avis de la difficulté d'application dans le quotidien Libération le 14 février 2007 :
« L’idée d’une licence globale n’est pas absurde sur le principe, mais elle reste totalement irréalisable. Comment rétribuer les ayants droit à partir des milliards d’échanges qui se font chaque mois sur les sites de P2P ? Comment distinguer ceux qui téléchargent de ceux qui ne le font pas, trier entre les usages des internautes ? Tout cela est un cauchemar de la raison et n’est absolument pas concevable dans des conditions d’équité et de justice. C’est dans l’état actuel des choses impossible. »
- Par ailleurs, le fait de payer cette taxe risque de laisser croire à tout internaute qu'il dispose là d'une autorisation lui permettant de copier l'ensemble des données accessibles bien que nombre de leurs créateurs ne puissent bénéficier du reversement (artistes émergents ou indépendants, productions étrangères, données volées n'ayant jamais eu vocation à être commercialisée). Ceci laisse donc penser que le système même de la licence globale est inadapté et sans aucun contrôle de gestion des flux du consommateur jusqu'aux ayants droit à l'instar de la SACEM aujourd'hui.
- Également, rien ne permet d'assurer que le bénéfice de la licence globale collectée auprès des utilisateurs représenterait au moins une part significative des droits d'utilisation actuels alors obtenus par les consommateurs pour un coût annuel minime. On peut estimer que l'internaute paierait avec cette taxe ses droits sur le téléchargement de musique vu qu'il s'agit de l'exemple le plus souvent cité. Mais qu'en serait-il pour le téléchargement d'autres contenus au prix de vente actuel plus élevé (films) ? Il est très peu probable que les sommes réunies grâce à la licence globale suffisent à couvrir les pertes de l'ensemble des industries audio-visuelles concernées dont les produits seraient alors utilisés légalement par des consommateurs qui n'auraient pas à s'acquitter du vrai coût des contenus copiés. Ce changement de modèle économique amènerait donc à la disparition des intermédiaires non techniques de la filière audiovisuelle.
- Les grandes disparités entre les zones urbaines et les espaces ruraux, en termes de débit, pénalisent les personnes n'ayant pas accès au haut ou très haut débit, phénomène renforcé par le manque d'investissement en « dur » (installation de la fibre) de la part des grands opérateurs essentiellement téléphoniques (Orange, SFR, Bouygues, Free).
- Contrairement au monde de la recherche qui peut publier des biens immatériels publics en rétribuant statutairement, modulé par un système complexe d'évaluation par des pairs, la production artistique de biens immatériels (contenus audiovisuel) ne peut pas être rémunérée exclusivement par le seul statut d'artiste professionnel. Il faut pouvoir récompenser les créateurs d'œuvres originales, hors normes et hors système, promouvoir la création même d'amateurs pour révéler des talents fondés sur la qualité des œuvres et non sur un statut d'artiste. Seule une marchandisation utilisant les caractéristiques intrinsèques des biens immatériels permet de rétribuer plus justement les artistes, tout en abaissant les coûts des œuvres pour les consommateurs.
- En 2017, une enquête de l'ADAMI auprès des artistes-interprètes indique que la licence globale n'est plus considérée par les professionnels comme une solution pour améliorer la condition des artistes[14].

Au-delà de ces modalités tarifaires diverses, un principe reste présent : ni la collectivité ni les artistes n'ont à gagner à empêcher une duplication des œuvres artistiques une fois la rétribution de celles-ci assurée, d'autant que des offres CC-BY-SA commencent à se répandre (2012), et que les œuvres payantes devront rester attractives. Un modèle économique qui en tienne compte doit être recherché.

## Questions voisines
- Le débat consistant à déterminer s'il vaut mieux prélever moins sur une assiette plus grande ou davantage sur une assiette plus petite est voisin de celui soulevé dans les années 1980 avec la courbe de Laffer. On sait que ce dernier n'a toujours pas engendré de consensus.
- Le concept est voisin aussi de ce qui existe avec l'Internet : un péage modéré pour l'accès à la bretelle de raccordement, qui donne ensuite accès à la liberté de circulation totale sur les autoroutes de l'information. Il s'agit bien, en matière de propriété intellectuelle, d'un changement de paradigme.
- Enfin, et bien que les logiciels ne soient pas concernés par la licence globale, le modèle de gratuité participative du logiciel libre est très présent. Une retransmission des débats sur La Chaîne parlementaire montre cette expression utilisée 38 fois en une seule séance.

## Estimations
Une licence globale de 7 euros par mois, payée par 10 millions de personnes, représenterait 70 millions d'euros par mois, soit 840 millions d'euros par an.
Par comparaison, l'ordre de grandeur du revenu annuel déclaré (droits + concerts + droits dérivés) des 5 à 10 artistes français les plus vendus - cumulant droits d'auteurs et revenus de spectacles - avoisine 10 millions d'euros pour chacun. Les revenus décroissent ensuite assez vite (voir Loi de Zipf pour information). Mais ce calcul ne prend évidemment pas en compte les droits des autres acteurs de la filières - producteurs de disques - éditeurs - auteurs compositeurs - distributeurs ; or les artistes ne sont pas les seuls maillons de la filière musicales à être rémunérés au volume.

## Alternatives
Des fournisseurs privés, dont Neuf proposent un équivalent partiel à la licence globale (mais limité au catalogue Universal). Cette initiative augmenta toutefois la tension des rapports, déjà difficiles, entre les majors (intermédiaires) et la SACEM.
L'INA propose depuis avril 2006 un système hybride : 100 000 œuvres sont visionnables gratuitement sur son site (rémunération par le service public assurée donc aux frais du contribuable) et chaque utilisateur peut aussi s'il le désire télécharger le contenu correspondant en meilleure résolution pour un peu plus d'un euro.
Une alternative consiste à fonctionner par don volontaire, cette solution, déjà en cours sur certaines plateformes de musique diffusée librement comme Magnatune ou Jamendo permet aux artistes d'être rémunéré selon la qualité de leurs œuvres, en plus de satisfaire aux visiteurs qui peuvent choisir eux-mêmes le montant de leurs déboursements. En fait, si le site reçoit un grand nombre de visiteurs, le fait que certaines personnes déboursent peu ou pas du tout est compensé par les dons de nombreux utilisateurs.
D'autres comme Pragmazic (distributeur de musique libre en lien avec le portail Dogmazic) ne fonctionne pas par don mais propose aux visiteurs d'acheter des œuvres (distribuées gratuitement sur Dogmazic) sur CD ou à des formats de qualité supérieure à la moyenne. Ce dernier système est comparable à celui de l'INA décrit plus haut.
Une alternative d'une conception juridique différente est le Mécénat global. Pas une rémunération a priori d'une consommation, mais une rémunération a posteriori d'une appréciation.
Schéma Opérationnel / Internautes : Versement obligatoire par chaque internaute d'une redevance d'un montant forfaitaire auprès de son FAI.
Chaque internaute détermine la répartition de la redevance entre les différents auteurs de contenus, selon son appréciation.
Schéma Opérationnel / Ayants Droit : Versement des redevances collectées par les FAI auprès des
sociétés de gestion collective, ou sociétés de perception et de répartition des droits d'auteur (SPRD).
Schéma Juridique général : Encadrement législatif et réglementaire de la gestion des droits exclusifs des auteurs, donc pas une exception.
Schéma Juridique / Internautes: Dispositions d'ordre public dans les contrats entre les internautes et leurs FAI introduisant une relation avec les SPRD.
Schéma Juridique / Ayants Droit :
Dispositions d'ordre public dans les contrats entre les créateurs et SPRD introduisant une relation avec les FAI.

## Propositions similaires

### Europe
Le 29 janvier 2009 a été proposée en Grande-Bretagne une taxe sur le haut débit de 29 livres par an pour financer le manque à gagner des artistes et de leurs producteurs
Les sites Deezer ou Spotify proposent également, des formules d'écoute en ligne, soit illimitée, soit plus ou moins limitée.
Par exemple, en ce qui concerne Deezer :
- gratuite en qualité 128 kbs avec pub mais limitée à 5 heures par mois depuis le 6 juin 2011
- pour 4,99 € par mois en 320 kbs sans pub
- pour 9,99 € par mois en 320 kbs sans publicité et avec la possibilité de télécharger les titres musicaux sur son mobile ou son iPod grâce à l'application compatible, le titre ne pouvant être écouté que pendant la durée de l'abonnement (sur le principe de la location).

### États-Unis
Le magazine américain Wired a mentionné en mars 2008 une proposition d'une taxe similaire de 5 dollars par mois, émise par l'industrie du disque.
Juin 2009 : Alors que le gouvernement français persiste avec HADOPI 2 et la LOPPSI, aux États-Unis, la politique change radicalement : trois majors sur quatre ont créé la société Choruss chargée d'étudier différentes formes de licence globale aux USA, sur plusieurs campus universitaires.
Par ailleurs, le Copyright Royalty Board (en) fixe des tarifs normalisés pour les ayants droit préférant ce système. Passée une première période de simple expérimentation, on observe que ces droits ont crû rapidement, restant cependant inférieurs à l'amortissement d'un disque sur sa durée de vie : deux millièmes de cent américain par écoute.